# Гелен Портер
Гелен Портер (англ. Helen Kemp Porter; 10 листопада 1899 — 7 грудня 1987) — британська жінка-ботанік з Імперського коледжу Лондона. Вона була членом Лондонського королівського товариства та першою жінкою-професором в Імперському коледжі Лондона. Її дослідження метаболізму полісахаридів у тютюнових рослинах були новаторськими; вона була однією з перших британських вчених, які використали інноваційні технології хроматографії та ізотопних трейсерів.

## Біографія
Портер народилася у місті Фарнем, графство Суррей. Її батько, Джордж Кемп Арчболд, був директором школи, а мати, Керолайн Емілі Бротон Вайтхед, була професійною співачкою, яка здобула освіту в Бельгії. У 1901 році, коли Портер було два роки, родина  переїхала до Бристоля. У ранні роки вона здобувала домашню освіту в консервативному середовищі Вікторіанської епохи, вчилася читати та писати французькою та англійською мовами. У неї була старша сестра. Дитинство Портер було перервано початком Першої світової війни, що спонукало родину розділитися; її мати переїхала до Лондона, щоб працювати в державній компанії National Kitchens, а батько переїхав до Йоркширу, щоб працювати в іншій школі. Портер та її сестра залишилися в Бристолі, щоб продовжити навчання в Кліфтонській середній школі для дівчат. У молодості вона багато подорожувала, сплавлялася на каное по Дунаю в 1920-х роках та здійснила декілька поїздок до археологічних пам'яток Близького Сходу. У 1937 році Портер вийшла заміж за лікаря Вільяма Джорджа Портера. Після кількох років шлюбу Вільям Портер помер; проте Гелен Портер зберегла його прізвище у професійній діяльності. У 1962 році вона повторно вийшла заміж за професора Артура Сент-Джорджа Хаггетта, члена Лондонського королівського товариства, професора фізіології, який мав двох дітей; він помер у 1968 році. Протягом усього життя Портер зберігала пристрасть до рукоділля; її роботи часто базувалися на зображеннях, взятих із сучасних наукових публікацій. Вона померла у 1987 році у віці 88 років.
У 1906 році після домашньої освіти Портер вступила до Кліфтонської середньої школи для дівчат у Бристолі. Вона закінчила школу в 1917 році з високими досягненнями з усіх предметів. У тринадцять років вона зацікавилася науками завдяки впливовому вчителю. Портер вступила до Бедфордського коледжу у Лондоні, жіночого відділення Лондонського університету, де вивчала хімію, фізику та математику та отримала ступені з фізики та хімії, обидва з відзнакою. Згодом у 1932 році Портер отримала ступінь доктора наук у Лондонському університеті та диплом Імперського коледжу Лондона.

### Наукова кар'єра
Портер продовжила навчання в Імперському коледжі Лондона як аспірантка; вона працювала в лабораторії органічної хімії, яку очолював професор Торп під керівництвом доктора Марти Вайтлі. Її робота в лабораторії стосувалася похідних різних барбітуратів. У 1922 році вона приєдналася до дослідницької групи на Станції дослідження низьких температур, пов'язаній з Кембриджським університетом, щоб вивчати процес псування яблук у холодильній камері, проблему, яка переслідує імпортерів цих фруктів. Дослідницька група Портер вивчила клітинне дихання фруктів та проаналізувала органічні сполуки, зокрема цукри, органічні кислоти, крохмаль, геміцелюлозу та пектини. Дослідження Портер розширилося від простого хімічного аналізу до вивчення ролі цих хімічних речовин у розвитку та дозріванні фруктів; вона також досліджувала їх транспорт, синтез та метаболізм. До 1931 року Портер та її команда зрозуміли хімічні реакції при зберіганні яблук, але ще не встановили їхню причину; того року фінансування дослідження було припинено, а їхнє дослідження завершено.
Після завершення досліджень яблук у 1931 році Портер була прийнята на роботу запрошеним лектором з біохімії у Садівничий коледж Сванлі. Портер також почала працювати з Науково-дослідним інститутом фізіології рослин в Імперському коледжі та в Експериментальних лабораторіях Ротамстеда. Її дослідження включали метаболізм вуглеводів у однодольних рослин, особливо у ячменю, та його зв'язок з мінеральним живленням рослини. Вона вивчала синтез крохмалю, що містяться в самому зерні, та спростувала поширену думку про те, що вуглеводи синтезуються та зберігаються в стеблі рослини, а потім транспортуються до зерна, де вони перетворюються на крохмаль. Натомість Портер та її дослідницька група виявили, що вуглеводи в стеблі рослини використовують для отримання енергії наприкінці її життєвого циклу; крохмаль насправді синтезується безпосередньо в зерні.
Коли почалася Друга світова війна, Портер переїхала до лабораторій Ротемстеда. У 1947 році вона переїхала до Сент-Луїса у Сполучених Штатах на рік, щоб проводити дослідження в лабораторії біологів, лауреатів Нобелівської премії Карла Фердинанда Корі та Герті Корі. Там вона вивчала роль ферментів у синтезі та розкладанні крохмалю та як використовувати ферменти в експериментах з метаболізму глікогену. У 1948-1949 роках, після повернення до Лондона, вона вивчала процес розщеплення крохмалю. Того року Портер провела шість місяців в Бангорському університеті, де виявила, що у ячмені присутній фермент фосфорилаза крохмалю.
У 1953 році Портер стала керівником власної дослідницької групи в Імперському коледжі завдяки гранту від Фонду Наффілда. Її група використовувала інноваційні на той час методи хроматографії та радіоактивного мічення для подальшого вивчення метаболічних шляхів рослин. Вона синтезувала радіоактивні крохмалі та глюкозу і використовувала їх в експериментах, що аналізували рух фотосинтетичних метаболітів та процес утворення крохмалю та фруктозану. Портер була однією з перших учених, які зробили це у Великій Британії. На відміну від її попередніх експериментів, це дослідження проводилося на тютюнових рослинах. Нові методи в поєднанні з авторадіографією дозволили їй вивчати ці процеси в живих клітинах та тканинах. У 1956 році, головним чином завдяки цьому дослідженню, її було обрано членом Лондонського королівського товариства. Наступного року Портер була підвищена до посади головного наукового співробітника Інституту фізіології рослин та призначена доцентом кафедри ензимології на кафедрі ботаніки. У 1959 році вона стала завідувачем кафедри фізіології рослин Імперського коледжу, а також першою жінкою-професором коледжу. Завдяки своїм досягненням у біохімії Портер була обрана до складу Комітету Біохімічного товариства у 1962 році. Портер пішла з посади завідувача кафедри в 1964 році, того ж року вона очолила створення спеціалізованих робочих груп та стала другим секретарем Ради сільськогосподарських досліджень коледжу. Її також було призначено почесним членом Товариства сільськогосподарських досліджень. Наступного року її було призначено головою Біохімічного товариства. Як голова, вона впровадила інновації щодо політики передплати та політики публікацій журналів; зміни, які вона впровадила, впливають на Товариство й сьогодні. У 1966 році Портер була удостоєна звання члена Імперського коледжу науки і технологій. У 1972 році її було призначено радником секретаря Ради сільськогосподарських досліджень. Протягом своєї тривалої кар'єри Портер була авторкою або співавторкою 39 статей у різних журналах.

## Окремі публікації
- The nitrogen content of stored apples. Bot. 39, 1925, 97–107.
- The estimation of dry weight and the amount of cell-wall material in apples. Bot. 39, 1925, S. 109–121.
- The chemical composition of mature and developing apples and its relationship to environment and to the rate of chemical change in store. Bot. 42, 1928, S. 541–565.
- mit D. Haynes: A quantitative study of chemical change in apples. Ann. Bot. 42, 1928, S. 965–1017.
- Leaves as collecting and distributing agents of carbon. J. Sci. 29, 1967, S. 31.
- Utilization of Nutrogen and Its Compounds By Plants. Cambridge University Press 1959.